# Teilstreckenvermittlung

Teilstreckenvermittlung

Die Teilstreckenvermittlung (Next-Hop-Forwarding) ist eine Form der Paketvermittlung im WAN.
Der Paketvermittler kennt (im Unterschied zur Leitungsvermittlung) nicht den ganzen Weg bis zum Ziel des Datenpaketes, sondern nur die Strecke bis zur nächsten 'Zwischenstation'. Zu diesem Zweck verfügt der Paketvermittler über eine Routing-Tabelle, in der die entsprechenden Informationen hinterlegt sind (siehe Zeichnung). Alle Zieladressen, bei denen der erste Teil gleich ist, werden an den gleichen Paketvermittler weitergeleitet.
Diese Form der Datenübertragung ist sehr effektiv, da vom Paketvermittler immer nur der erste Teil der Zieladresse ausgewertet werden muss und die Quelle der Daten für die Weiterleitung keine Rolle spielt. Dieses quellenunabhängige Routing macht den Einsatz besonders effizienter Routing-Algorithmen möglich.

## Weiterleitungsalgorithmus
- Zunächst wird die Zieladresse ausgewertet,
- dann wird der entsprechende Eintrag in der Routing-Tabelle gesucht und
- das Paket über die in der Tabelle verzeichnete Schnittstelle weitergeleitet.

- Erreicht ein Paket den Vermittler, an dem der Zielcomputer angeschlossen ist, wird der zweite Teil der Adresse ausgewertet,
- der Eintrag in der Tabelle gesucht und
- das Paket wird über die entsprechende Schnittstelle weitergeleitet.

Der Weiterleitungsalgorithmus kann sehr effizient in die Hardware implementiert werden.